# Agrotis cygnea
Agrotis cygnea är en fjärilsart som beskrevs av Ralph S. Common 1958. Agrotis cygnea ingår i släktet Agrotis och familjen nattflyn. Inga underarter finns listade i Catalogue of Life.